# Skyfallen Entertainment
Skyfallen Entertainment — ранее существовшая российская компания, специализировавшаяся на создании компьютерных игр, а также на разработке и поддержке продукции middleware.

## История
Компания была основана в октябре 2002 года и вначале представляла собой небольшую студию, где работало всего несколько человек, которые, тем не менее уже обладали серьёзным опытом в области разработки компьютерных игр.
Офис студии располагался в Воронеже.
В 2012 году компания была упразднена.
Позднее домен на котором располагался сайт компании, был выставлен на продажу за 2495 $.

## Игры
- Магия крови (за рубежом вышла под названием Dawn of Magic)[2].
- Магия крови: Многопользовательское дополнение.
- Магия крови: Время теней.
- Death Track: Возрождение.

## Middleware
Одно из направлений деятельности компании — разработка и лицензирование игровых движков.
TheEngine — 3D игровой движок, первоначально был разработан студией для игры «Магия крови», тем не менее, он также использовался и в сторонних проектах других студий.